# Ministère de la Justice et de la Sécurité publique
Cet article concerne un ministère haïtien. Pour l'équivalent brésilien, voir Ministère de la Justice et de la Sécurité publique (Brésil). Pour l'équivalent au Nouveau-Brunswick, voir Ministère de la Justice et de la Sécurité publique (Nouveau-Brunswick).
Le ministère de la Justice et de la Sécurité publique (MJSP) en Haïti est un organe du gouvernement de la république d’Haïti qui s’occupe des affaires judiciaires. Le décret de 30 mars 1984 lui attribue le rôle d'organiser l'institution judiciaire, de contrôler les activités des cours, tribunaux et parquets et le fonctionnement des offices ministériels.

## Organisation
Le ministère de la Justice et de la Sécurité publique est constitué de la direction générale, la direction administrative, la direction des affaires judiciaires et la direction de la communication. Par ordre hiérarchique, les directions sont divisées en services et les services, en sections.

## Historique
- Réorganisation du département de la justice par la loi du 24 juillet 1974
- Réorganisation du ministère par le décret du 30 mars 1984[3]
- Le ministère de la Justice et de la Sécurité publique a été réorganisé en 2012 avec le renforcement de l’inspection judiciaire et grâce au plan stratégique de renforcement de ses capacités dénommé PACTE Justice qui planifie sur cinq ans le travail et les budgets des directions et services du ministère[2].